# Ernst Eigenberger
Ernst Eigenberger (geboren am 17. November 1899 in Sedlitz, Österreich-Ungarn; gestorben am 5. Mai 1945 in Prag) war ein tschechoslowakischer Chemiker und Hochschullehrer deutscher Nationalität.

## Wirken
Er war der Sohn des Mittelschullehrers Robert Eigenberger. An der Realschule Prag legte er 1917 die Matura ab und studierte dann Chemie an der Deutsche Technische Hochschule Prag (DTH) in Prag, wo er 1922 die zweite Staatsprüfung ablegte. Danach war er Assistent am Institut für organische Chemie der DTH, wo er 1923 eine Dozentur für organische Chemie erhielt und 1930 zum Dr. techn. promovierte.
1940 wurde er an der DTHS Prag mit einer Dozentur für Chemie der Kunststoffe und Anstrichmittel beauftragt und ab 1941 offiziell Dozent. Ab März 1940 war er Vertreter des Bildungsministers des Deutschen Reichs für den Bereich Kunststoffchemie. Spezialisiert war er auf Kunststoff- und Anstrichmittelchemie.
Er war Mitglied der Sudetendeutschen Partei, beantragte dann am 15. April 1939 die Aufnahme in die NSDAP und wurde rückwirkend zum 1. April desselben Jahres aufgenommen (Mitgliedsnummer 7.100.410). Außerdem gehörte er der Gauleitung Sudetenland des NS-Dozentenbundes als kommissarischer Hauptstellenleiter an und war SS-Oberscharführer. Am 13. Januar 1940 wurde ihm die deutsche Staatsbürgerschaft verliehen. Außerdem war er als (Ehren-)Mitglied des SD-Leitabschnitts Prag gelistet. Aufgrund seiner Nähe zum Nationalsozialismus wurde er am 4. Mai 1945 im Zuge des Prager Aufstandes von Tschechoslowaken in der Messemarkthalle in Prag inhaftiert, wo er bereits am nächsten Tag starb.

## Ehrungen
- Medaille zur Erinnerung an den 1. Oktober 1938

## Schriften (Auswahl)
- Kolloidadsorption zur quantitativen Analyse, speziell zur quantitativen Mikroschwefelbestimmung in organischen Substanzen nach F. Pregl. In: Zeitschrift für analytische Chemie, 1926.
- Das Auftreten von Peroxyd in Rohdioxan. In: Journal für praktische Chemie 1931.
- Einsatznutschen zur Filtration kleiner Substanzmengen. In: Mikrochemie  1932.
- Dichtebestimmung in kleinen Flüssigkeitsmengen mit der Mikro-Auftriebswaage. 1939.
- Zur Kenntnis der Aluminiumstearate. 1940.
- Aluminiumaktive Leinöloxyne II: Flüssige Leinöloxyne. 1944.